# 元西馬音内村
元西馬音内村（もとにしもないむら）は、秋田県雄勝郡にあった村。現在の羽後町中心部に西接する区域にあたる。

## 地理
- 山：大黒森山

## 歴史
- 1889年（明治22年）4月1日 - 町村制の施行により、西馬音内堀廻村、飯沢村の区域をもって発足。
- 1955年（昭和30年）4月1日 - 西馬音内町・三輪村・新成村・田代村・仙道村および明治村の一部（大沢を除く）と合併して羽後町が発足。同日元西馬音内村廃止。

## 交通

### 鉄道路線
- 羽後交通
  - 雄勝線
    - 元西馬音内駅 - 梺駅